# Aeropuerto de Brno-Tuřany

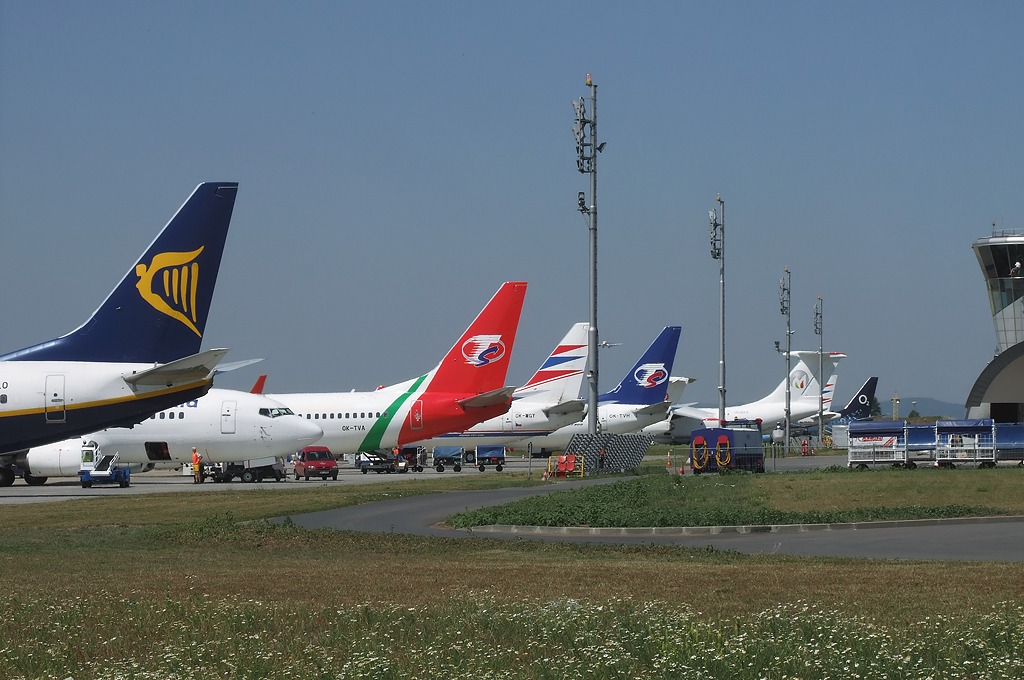
Aviones estacionados en la T1.

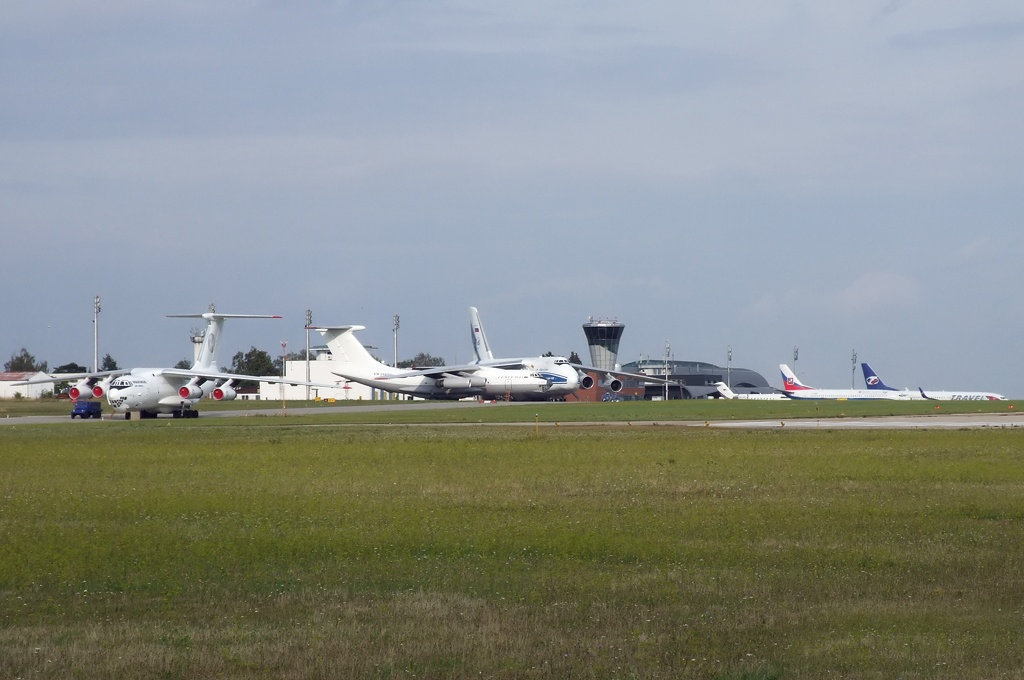
Exterior de la T2+T1+Torre de control del aeropuerto

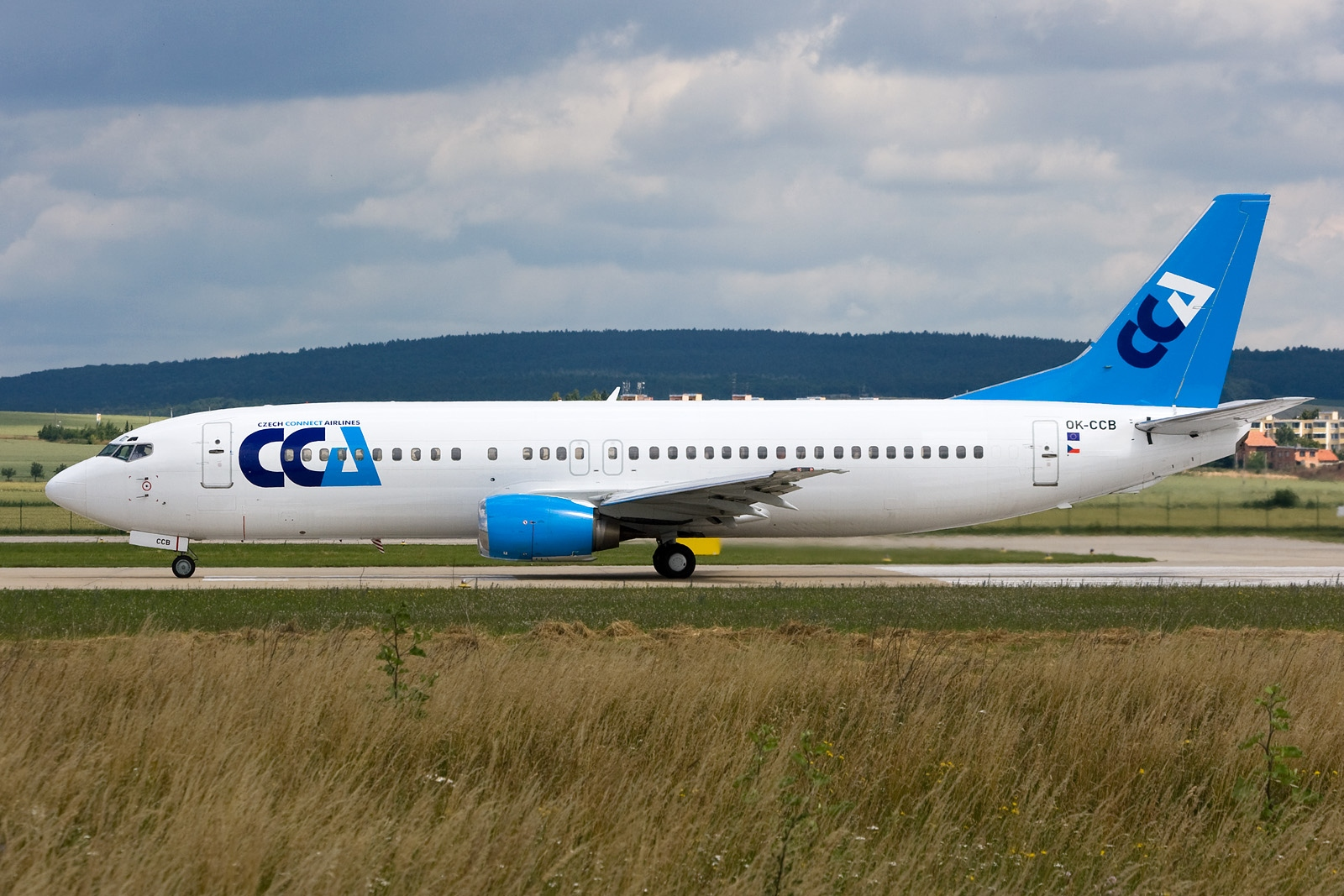
Boeing 737-400 OK-CCB-Czech Connect Airlines 2010

El Aeropuerto de Brno-Tuřany (IATA: BRQ, OACI: LKTB) es un aeropuerto cerca de Brno, República Checa. 749.153 pasajeros pasaron por Brno-Tuřany en 2024, que representa un incremento del 46% con respecto al año anterior.
Este aeropuerto fue construido durante los 50 como reemplazo del antiguo aeropuerto de Brno ubicado en Slatina (norte del aeropuerto de Tuřany). Durante los 80, el aeropuerto fue utilizado por la fuerza aérea checoslovaca, y las operaciones civiles se redujeron al mínimo. Tras la caída del comunismo en 1989, el aeropuerto retornó a la operativa civil, y gestionado por la "Autoridad Aeroportuaria Checa".
Actualmente, el gobierno local de Moravia del Sur es el propietario del aeropuerto, si bien es gestionado por una empresa privada, Brno Airport Ltd.
La mayoría de vuelos del aeropuerto son del tipo chárter. Las únicas rutas regulares son los de las siguientes aerolíneas: CSA Czech Airlines, que efectúa cuatro vuelos diarios a Praga; Ryanair, que ofrece un vuelo diario a Londres-Stansted; y Atlant-Soyuz en código compartido con la aerolínea checa de bajo coste Smart Wings, que vuela dos veces a la semana a Moscú. Hay también vuelos ejecutivos y entre Brno y destinos vacacionales de Grecia, Túnez, Bulgaria, España, o Egipto.
La terminal está compuesta de dos módulos. La nueva sala de embarque abierta en 2006 es capaz de atender 1000 pasajeros a la hora. Fue diseñada por el arquitecto Petr Parolek y es considerado uno de los proyectos más significativos de la arquitectura contemporánea checa.
El aeropuerto de Brno es utilizado frecuentemente por compañías de carga como TNT, Volga-Dnepr, o Antonov Design Bureau y manejó 6.273 toneladas de carga en 2008. Existen planes para construir en un futuro cercano una nueva terminal de carga y una zona industrial.

## Cómo llegar

### En coche
Llegar al aeródromo en coche es muy fácil, puesto que este está ubicado dentro de los límites de la ciudad, junto a la autopista D1 Brno-Olomouc. Viniendo desde Praga, D52 Viena, D2 Bratislava, D46 Olomouc, D Zlín a los 201 km hay una salida de la autopista llamada "Slatina" y el trayecto al aeropuerto está perfectamente marcado. El aeródromo está a 1,5 km de la salida de la autopista. 

### En bus
Se puede llegar al aeropuerto de Brno desde el centro de la ciudad utilizando la línea de bus directo 76 que sale de la estación de trenes de Brno desde las 4:30 a las 23:00 cada media hora. Después de la llegada, y antes de la salida del avión de Ryanair a Londres, el autobús tiene una frecuencia de 18 minutos. 
Desde la estación de trenes de Brno, la línea 76 pasa por la estación de autobuses de Zvonařka, y continúa directamente hasta su última parada en el aeropuerto de Brno. 
La nueva línea nocturna 89 conecta el aeropuerto de Brno con el centro de la ciudad, Hl.nádraží, y el barrio de Kníničky, durante la noche.
El tiempo de viaje del centro de Brno al aeropuerto es de 20 minutos. Para un día, hace falta un billete de dos zonas valido durante 40 minutos. Su coste es de 22 CZK para adultos, 11 CZK para niños de menos de seis años o 80 CZK para un billete de 24 horas. 
Desde Brno hay líneas regulares a las tres capitales - Viena (Austria), Praga (República Checa y Bohemia) y Bratislava (Eslovaquia). Los trayectos a Viena y Bratislava duran 1.5 horas en tren, a Praga 2.5 h en bus. Los billetes de ida y vuelta a estos destinos cuestan unos 9 euros. También existen bastantes transportes a Olomouc (1.5 h), Ostrava y Moravia del Norte (2 h) y Moravia del Este (1.5 h). Ciudades de Moravia: Olomouc, Prostějov, Zlín, Přerov, Znojmo, Třebíč, Jihlava a 50 minutos en coche

## Aerolíneas y destinos
|                    | Compañía Aérea | País       | Destino           | Avión                          | Frecuencia de vuelo | Nota                |
| ------------------ | -------------- | ---------- | ----------------- | ------------------------------ | ------------------- | ------------------- |
| Línea Regular      | Ryanair        | UK         | Londres-Stanted   | B737-800 / B737 MAX 200 / A320 | 7 (en invierno 5)   |                     |
| Línea Regular      | Ryanair        | Itálie     | Bergamo           | B737-800 / B737 MAX 200        | 2                   |                     |
| Línea de Temporada | Air Montenegro | Montenegro | Tivat             | E95                            | 2                   | Desde junio de 2023 |
| Línea de Temporada | Smartwings     | Bulgaria   | Burgas            | B737-800/B737 MAX              | 11                  | junio-septiembre    |
| Línea de Temporada | Smartwings     | Bulgaria   | Varna             | B737-800/B737 MAX              | 4                   | junio-septiembre    |
| Línea de Temporada | Smartwings     | Egipto     | Hurghada          | B737-800/B737 MAX              | 8                   | Todo el año         |
| Línea de Temporada | Smartwings     | Egipto     | Marsa Alam        | B737-800/B737 MAX              | 8                   | Todo el año         |
| Línea de Temporada | Smartwings     | Egipto     | Taba              | B737-800/B737 MAX              | 1                   | mayo-octubre        |
| Línea de Temporada | Smartwings     | Grecia     | Heraklion         | B737-800/B737 MAX              | 7                   | mayo-octubre        |
| Línea de Temporada | Smartwings     | Grecia     | Korfu             | B737-800/B737 MAX              | 4                   | junio-octubre       |
| Línea de Temporada | Smartwings     | Grecia     | Kos               | B737-800/B737 MAX              | 4                   | junio-octubre       |
| Línea de Temporada | Smartwings     | Grecia     | Rhodos            | B737-800/B737 MAX              | 5                   | junio-octubre       |
| Línea de Temporada | Smartwings     | Grecia     | Zakynthos         | B737-800/B737 MAX              | 3                   | junio-septiembre    |
| Línea de Temporada | Smartwings     | Grecia     | Volos             | B737-800/B737 MAX              | 1                   | junio-septiembre    |
| Línea de Temporada | Smartwings     | Grecia     | Kavala            | B737-800/B737 MAX              | 1                   | junio-septiembre    |
| Línea de Temporada | Smartwings     | Grecia     | Preveza           | B737-800/B737 MAX              | 1                   | junio-septiembre    |
| Línea de Temporada | Smartwings     | España     | Tenerife          | B737-800/B737 MAX              | 1                   | junio-octubre       |
| Línea de Temporada | Smartwings     | España     | Palma de Mallorca | B737-800/B737 MAX              | 3                   | junio-octubre       |
| Línea de Temporada | Smartwings     | España     | Murcia            | B737-800/B737 MAX              | 1                   | junio-septiembre    |
| Línea de Temporada | Smartwings     | España     | Fuerteventura     | B737-800/B737 MAX              | 1                   | mayo-octubre        |
| Línea de Temporada | Smartwings     | Portugal   | Madeira           | B737-800/B737 MAX              | 1                   | junio-septiembre    |
| Línea de Temporada | Smartwings     | Albania    | Tirana            | B737-800/B737 MAX              | 2                   | junio-septiembre    |
| Línea de Temporada | Smartwings     | Turquía    | Antalya           | B737-800/B737 MAX              | 15                  | mayo-octubre        |
| Línea de Temporada | Smartwings     | Turquía    | Bodrum            | B737-800/B737 MAX              | 1                   | junio-septiembre    |
| Línea de Temporada | Smartwings     | Cabo Verde | Boa Vista         | B737-800/B737 MAX              | 1                   | junio-octubre       |
| Línea de Temporada | Smartwings     | Cabo Verde | Sal               | B737-800/B737 MAX              | 1                   | junio-octubre       |
| Línea de Temporada | Smartwings     | Italia     | Lamezia Terme     | B737-800/B737 MAX              | 1                   | junio-septiembre    |
| Línea de Temporada | Smartwings     | Túnez      | Enfidha           | B737-800/B737 MAX              | 2                   |                     |

## Vuelos Charter - Verano 2009
- Czech Airlines (Hurgada, Palma de Mallorca, Samos, Sharm el Seij, Taba, Zante)
- Nouvelair (Monastir)
- Travel Service (Antalya, Burgas, Corfú, Yerba, Gerona, Gran Canaria, Heraclión, Hurgada, Kos, La Canea, Mitilene, Preveza, Rodas, Samos, Sharm el Seikh, Tabarka, Túnez, Zante)
- Tunis Air (Monastir)
- Karthago Airlines (Yerba, Monastir)
- Montenegro airlines (Podgorica)

## Aerolíneas de carga
- TNT Airways (Lieja, Praga)